# Demadiana
Demadiana és un gènere d'aranyes araneomorfes de la família dels àrquids (Arkyidae). Fou descrit per primer cop l'any 1929 per Strand.

## Taxonomia
Segons el World Spider Catalog, l'any 2017 Demadiana tenia assignades 6 espècies, totes d'Austràlia:
- Demadiana carrai Framenau, Scharff & Harvey, 2010
- Demadiana cerula (Simon, 1908)
- Demadiana complicata Framenau, Scharff & Harvey, 2010
- Demadiana diabolus Framenau, Scharff & Harvey, 2010
- Demadiana milledgei Framenau, Scharff & Harvey, 2010
- Demadiana simplex (Karsch, 1878)